# Национален отбор по баскетбол на България
Националният отбор по баскетбол на България представя страната на международни турнири и състезания. Най-големият успех на тима е сребърният медал от европейското първенство по баскетбол през 1957 в София. Отборът също така има 3 четвърти места и един бронзов медал от европейски първенства, когато е още национален отбор на НРБ.
След промените от 1989 г. отборът успява да се класира пет пъти на европейски първенства.
През 2013 г. губи финала на квалификациите от Естония и не успява да се класира на европейското първенство през 2013 г.
Настоящ треньор на отбора е Росен Барчовски.
През 2021 г. националите на България успяват да се класират за Европейското първенство и да сложат нова страница в баскетболната история на България. Успехът дойде след драматична победа над отбора на Латвия. Европейското ще се проведе през 2022 година.

## Европейски първенства
- 1935 – 8 място
- 1947 – 8 място
- 1951 – 4 място
- 1953 – 9 място
- 1955 – 4 място
- 1957 – 2 място
- 1959 – 5 място
- 1961 – 3 място
- 1963 – 5 място
- 1965 – 5 място
- 1967 – 4 място
- 1969 – 7 място
- 1971 – 6 място
- 1973 – 6 място
- 1975 – 5 място
- 1977 – 6 място
- 1979 – 11 място
- 1985 – 8 място
- 1989 – 7 място
- 1991 – 8 място
- 1993 – 16 място
- 2005 – 13 място
- 2009 – 16 място
- 2011 – 18 място
- 2022 – 20 място

## Световни първенства
- 1959 – 7 място

## Олимпийски игри
| Игри          | Домакин   | Класиране | М  | П  | З  | Т    | Т    |
| ------------- | --------- | --------- | -- | -- | -- | ---- | ---- |
| 1952 Хелзинки | Финландия | 7 място   | 10 | 6  | 4  | 582  | 620  |
| 1956 Мелбърн  | Австралия | 5 място   | 8  | 5  | 3  | 568  | 544  |
| 1960 Рим      | Италия    | 16 място  | 3  | 2  | 1  | 209  | 209  |
| 1968 Мексико  | Мексико   | 10 място  | 9  | 4  | 5  | 596  | 624  |
| Общо          |           |           | 30 | 17 | 13 | 1955 | 1997 |

## Състав
| №        |         | Играч            | Позиция    | Години                    | Ръст    | Отбор                     |
| Гардове  | Гардове | Гардове          | Гардове    | Гардове                   | Гардове | Гардове                   |
| -------- | ------- | ---------------- | ---------- | ------------------------- | ------- | ------------------------- |
| 6        |         | Ърл Роуланд      | Плеймейкър | 28 г. – 18 май 1983 г.    | 191 см. | Уникаха Малага            |
| 7        |         | Чавдар Костов    | Гард       | 23 г. – 18 април 1988 г.  | 195 см. | Кавала                    |
| 10       |         | Божидар Аврамов  | Плеймейкър | 21 г. – 8 март 1990 г.    | 195 см. | Лукойл Академик           |
| 11       |         | Златин Георгиев  | Гард       | 26 г. – 22 май 1985 г.    | 196 см. | Левски                    |
| 13       |         | Асен Великов     | Плеймейкър | 25 г. – 11 януари 1986 г. | 185 см. | Левски                    |
| Центрове |         |                  |            |                           |         |                           |
| 14       |         | Тенчо Банев      | Център     | 31 г. – 14 август 1980 г. | 207 см. | Лукойл Академик           |
| 15       |         | Николай Върбанов | Център     | 26 г. – 6 юни 1985 г.     | 210 см. | Лукойл Академик           |
| Крила    |         |                  |            |                           |         |                           |
| 4        |         | Деян Иванов      | Крило      | 25 г. – 18 март 1986 г.   | 205 см. | Сутор Баскет Монтегранаро |
| 5        |         | Калоян Иванов    | Крило      | 25 г. – 18 март 1986 г.   | 205 см. | Лукентум Аликанте         |
| 8        |         | Филип Виденов    | Крило      | 31 г. – 12 юни 1980 г.    | 197 см. | Асеко Проком Гдиня        |
| 9        |         | Павел Маринов    | Крило      | 23 г. – 12 юни 1988 г.    | 199 см. | Лукойл Академик           |
| 12       |         | Александър Янев  | Крило      | 21 г. – 20 юнуари 1990 г. | 203 см. | Евроинс Черно море        |

## Натурализирани баскетболисти, играли за България
- Родерик Блекни[1]
- Ибрахим Джабер[2]
- Ърл Роуланд
- Ърл Калоуей[3]
- Джаред Хоуман[4]
- Седрик Симънс[5]
- Бранко Миркович
- Дий Бост